# 藤原基衡
藤原 基衡（ふじわら の もとひら）は、平安時代後期の豪族。奥州藤原氏第2代当主。藤原清衡の次男に当たる。

## 生涯
天仁元年(1108年)、鳥羽上皇の勅宣により、出羽国寒河江荘慈恩寺に阿弥陀堂（常行堂）・釈迦堂（一切経堂）・丈六堂を新造し、鳥羽院より下賜された阿弥陀三尊を阿弥陀堂に、釈迦三尊と下賜された一切経五千余巻を釈迦堂に、基衡が奉納した丈六尺の釈迦像を丈六堂に安置したという。だが、この逸話では基衡の年齢が幼すぎ、父・清衡が慈恩寺を再興したか、もしくは再興年に誤りがあるとみられる。

### 異母兄・惟常らとの争い
大治3年（1128年）に父清衡が死去。翌大治4年（1129年）、異母兄である惟常ら兄弟との争乱が記録されている。基衡は惟常の「国館」（国衙の事と思われる）を攻め、異母弟の圧迫に耐えかねた惟常は小舟に乗って子供を含め二十余人を引き連れて脱出し、越後国に落ち延びて基衡と対立する他の弟と反撃に出ようとするが、基衡は陸路軍兵を差し向け、逆風を受けて小舟が出発地に押し戻された所を捕らえ、惟常父子らを斬首したという。
この当時、惟常は跡継ぎを意味する「小館」と称されて独自の屋敷を構えており、対して基衡は「御曹司」と称されて清衡と同じ屋敷に住んでいたといわれている。今でこそ、「御曹司」という言葉は跡取りの意味合いが強いが、当時は「そこに住まう人」や「居候」という意味だった。後に源義経も「そこに住まう人」や「居候」という意味で「御曹司」と称されている。この観点から言えば、正当な家督相続者は惟常で基衡は簒奪者だった。また、長子相続が絶対の時代ではなかったため、このような事態は平然と起こり得た。
この内乱の背景について第一に考えられていることは、清原氏の娘を母に持つ惟常を担ぐ家臣団と、安部氏の娘を母に持つ基衡を担ぐ家臣団との小競り合いがあったということである。またそれぞれの家臣団は独立性が非常に強かったことから、奥州藤原氏の当主となった基衡は内乱終結後に当主の権力強化と確立、そしてそれによる家臣団の統制に乗り出すことになる。その過程で基衡を支えたのが、佐藤基治やその息子達の継信・忠信兄弟を輩出した信夫佐藤氏であった。

### 藤原師綱との諍い
康治元年（1142年）、藤原師綱が陸奥守として赴任すると、陸奥国は「基衡、一国を押領し国司の威無きがごとし」（『古事談』）という状態であったので、事の子細を奏上し宣旨を得て信夫郡の公田検注を実施しようとしたところ、基衡は信夫佐藤氏の一族であり、家人でもある地頭大庄司・季春（佐藤季春、または季治）に命じてこれを妨害し、合戦に及ぶ事件が発生する。激怒した師綱は陣容を立て直して再度戦う姿勢をしめし、宣旨に背く者として基衡を糾弾する。季春（季治）は師綱の元に出頭し、審議の結果処刑された。基衡は師綱に砂金一万両献上し、季春（季治）の助命を誓願するが、師綱はこれを拒否したという。

### 基衡自身の国府への影響力（藤原頼長に対する勝利）
基衡はこれに懲り、翌康治2年（1143年）に師綱の後任の陸奥守として下向した院近臣・藤原基成と結び、その娘を嫡子・秀衡に嫁がせた。基成と結ぶことで基衡は国府にも影響を及ぼし、院へもつながりを持った。
また、左大臣・藤原頼長が摂関家荘園12荘のうち、自分が相続した出羽遊佐荘、屋代荘、大曾根荘、陸奥本吉荘、高鞍荘の年貢増額を要求してきた。この年貢増微問題は5年以上揉める事になるが、基衡はこれと粘り強く交渉し、仁平3年（1153年）に要求量を大幅に下回る年貢増徴で妥結させ、頼長を悔しがらせている。これにより、奥羽にあった摂関家荘園は奥州藤原氏が荘官として管理していたことがわかる。

### 毛越寺と観自在王院

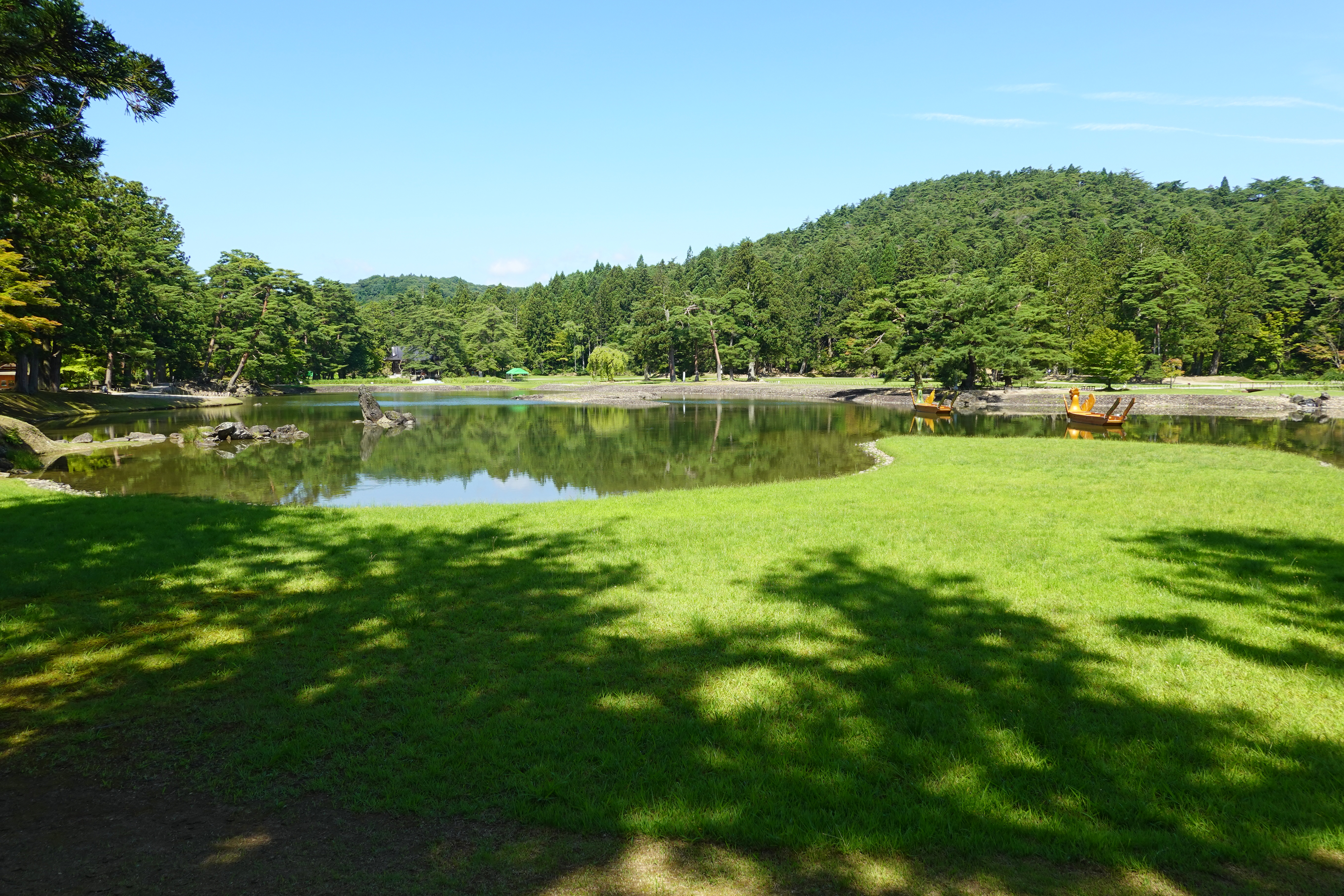
毛越寺

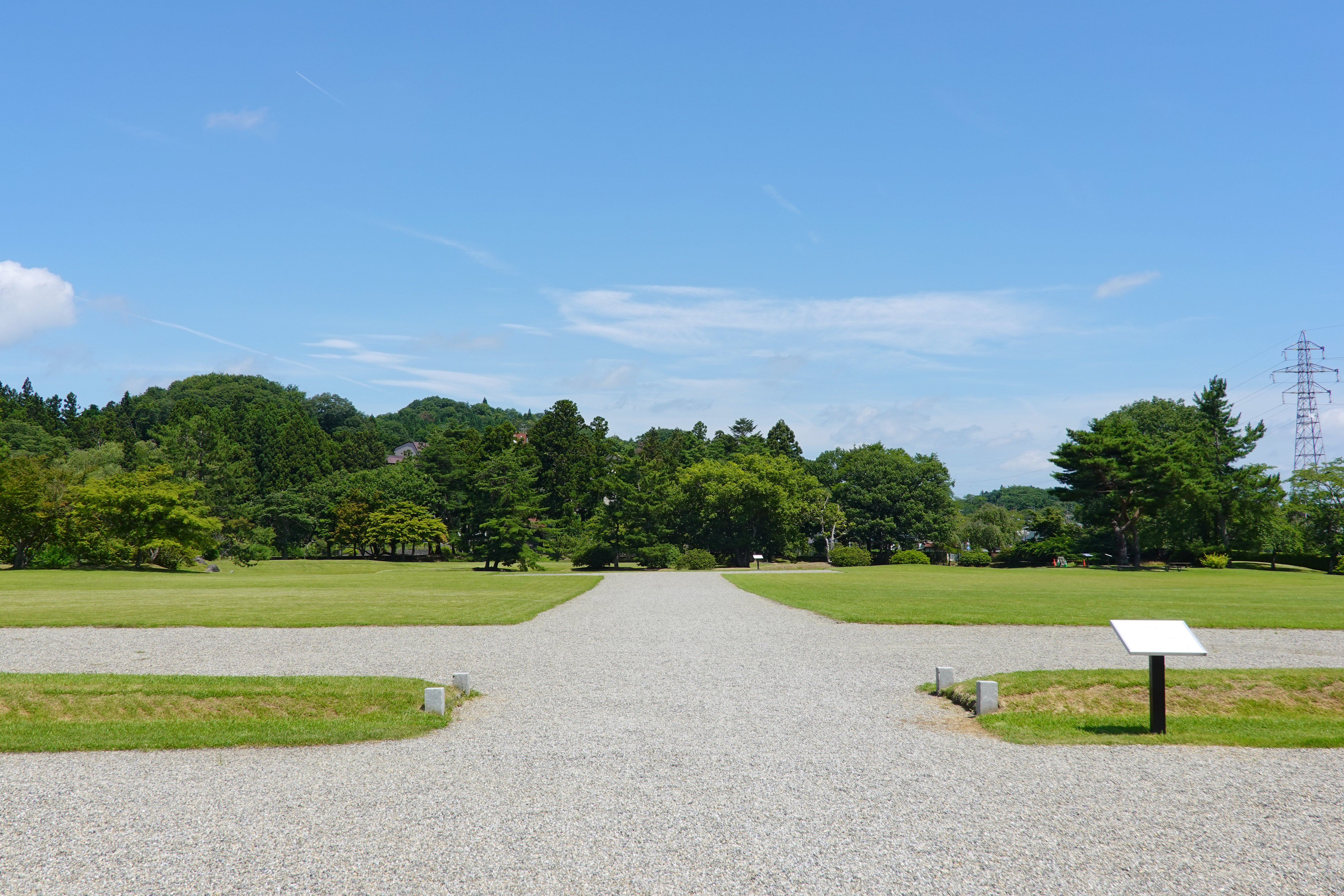
観自在王院跡

久安6年（1150年）から久寿3年（1156年）にかけて、毛越寺に大規模な伽藍を建立した。金堂円隆寺と広大な浄土庭園を中心に伽藍が次々に建立されていった。また、基衡の妻は観自在王院を建立している毛越寺を建立するときの豪奢な贈物は都人の耳目を聳動させ、その様子は『吾妻鏡』で「霊場の荘厳はわが朝無双」と称された。
毛越寺本尊造立に絡んで、当時の奥州藤原氏の財力が窺い知れる次のような逸話が残されている。当時の毛越寺の本尊は、基衡の依頼により都の仏師雲慶により作られたが、その謝礼として百両もの金をはじめとした絹や奥州産の馬、蝦夷ヶ島（北海道）産のアザラシの毛皮など大量の品物を基衡は送った。ある時、別禄として生美絹（すずしのきぬ）を船三隻に積んで送ったところ、雲慶は大変喜び「練絹なら尚よかった」と冗談まじりに言ったところ、その話を聞いた基衡は大変後悔し、新たに練絹を船三隻に積んで送ったという。

### 死去
保元2年（1157年）3月19日頃に死去、『吾妻鏡』ではその死について「夭亡」と記している。家督は嫡男である秀衡が継承しているが、その際には基衡が家督を継いだ際の様な内乱は記録されていない。

## 生母について
父清衡の正室に北方平氏の名がよく見える。しかし、この女性が清衡の正室に迎えられた時、20歳代だったと思われるため、基衡の生母は安倍氏の娘、もしくは信夫佐藤氏の娘ではないかとも考えられている。なお、清衡の元妻が清衡の死後に上洛して都の検非違使・源義成と再婚し、所々へ追従し、珍宝を捧げて清衡の二子合戦を上奏して都人の不興を買っている。この女性が当時30歳代の北方平氏とされ、基衡と反目し、後継者争いに関わって平泉を追われたのではないかと推測されている。

## 金色堂に眠る基衡
基衡の遺骸はミイラとなって父清衡、子秀衡と共に現在も中尊寺金色堂内に納められている。新たに仏壇を増築して納められたと考えられている。1950年（昭和25年）の遺体学術調査について1994年7月に中尊寺により上梓された『中尊寺御遺体学術調査　最終報告』によると、基衡は血液型A型、身長は三代中もっとも高く167cm。太く短い首、福々しい顔で、よく発達した胴、胸幅は厚く広い、いかり肩で腰から下は比較的小さかった。肥満体質で歯にカリエス、歯槽膿漏がみられた。右側上下肢に軽度の骨萎縮が見られ、右半身不随あり、脳圧の上昇が確認され、「憶測が許されるならば」との添え書きの上で、脳出血、脳栓塞、脳腫瘍などで急死したとみられると報告されている。三代中もっとも恵まれた体躯の持ち主だった。遺体は金箔が施され、錦で内貼りされた木棺の中に念珠や刀などの副葬品と共に納められ、両足の先以外はほぼ完全にミイラ化していた。 死亡年齢は50歳代、50歳代 - 60歳代、あるいは54歳 - 55歳、55歳 - 60歳、60歳前後と推測されている。